# Kasteel Les Fayards

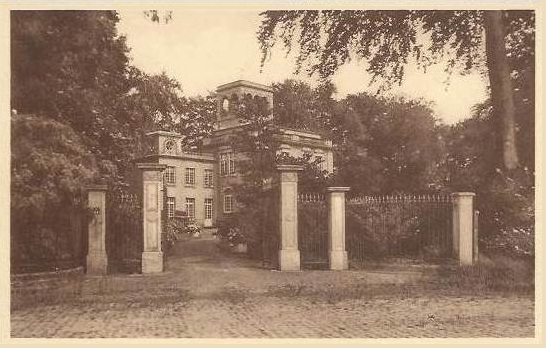
Kasteel Les Fayards

Kasteel Les Fayards (letterlijk: de beuken) is een kasteel in de Brugse deelgemeente Sint-Kruis, en wel bij de wijk Male, gelegen aan de Pelderijnstraat 54.

## Geschiedenis
In 1835 was er reeds sprake van een Lustbosch. Dit werd in 1907 aangekocht door hoofdingenieur Julien Nyssens-Hart, die een rol speelde bij de aanleg van de Zeehaven van Brugge. Van 1907-1908 werd op dit domein een buitenverblijf met koetshuis bouwen, en een tuin met vijver in Engelse landschapsstijl aanleggen. Het kasteeltje werd vermoedelijk ontworpen door Alphonse de Pauw en werd uitgevoerd in neoclassicistische stijl. Het is een voornaam huis van twee verdiepingen met mansardedak en een balkon dat tevens dienst doet als luifel boven de ingang.
In 1956 werd het koetshuis met omringende tuin afgesplitst en werd een woonhuis. In 1977 werd het een verblijfplaats voor studenten van het Brugse Europacollege. In 1982 kwam het therapeutisch centrum "De Berkjes" in het gebouw.
De blinde westgevel is voorzien van putti welke de jacht en de visvangst symboliseren. In het interieur is een salon gedeeltelijk bewaard.